# 夢幻 (水樹奈々の曲)
「夢幻」（むげん）は、水樹奈々の楽曲。彼女の20枚目のシングルとして2009年10月28日にキングレコードから発売された。

## 概要
水樹奈々のシングル作品としては、3作目となる日本語タイトル。また、前作「深愛」に続いての漢字のみのタイトル。シングルのタイトルにちなみ、収録曲全ての歌詞あるいはタイトルに「ムゲン」と読む単語（「夢幻」あるいは「無限」）が入っている。
「STARCAMP EP」以来、2作目の4曲All A-sideシングル。初回製造盤は"特製ネイビーケース仕様"となり、2009年12月4日、5日に新宿ミラノ1で開催された発売記念イベント『LIVE DIAMOND×FEVER 先行オールナイト上映会』の参加抽選シリアルナンバーカードが封入されている。収録曲4曲全てにタイアップが付いている。
2009年11月1日に放送されたNHK総合『MUSIC JAPAN』で「夢幻」をテレビ初披露した。なお、これは2009年10月にNHKホールにてライブ収録されたものである。
2009年11月9日付オリコンウィークリーチャートにて3位を、デイリーでも最高2位を獲得した。同チャートでのトップ10入りは9作連続、通算10作目となった。

## 収録曲
1. 夢幻 [4:22]
作詞：水樹奈々、作曲：上松範康（Elements Garden）、編曲：藤田淳平（Elements Garden）
テレビアニメ『WHITE ALBUM』オープニングテーマ
『アニメロミックス』TV-CMソング
前作『深愛』に続いて、タイアップ作品『WHITE ALBUM』のイメージで書き下ろされているが[5]、前作とは対照的なイメージで作り上げられている[5]。
『WHITE ALBUM』の時代設定[注 1]である1986年ごろの歌謡曲を意識した表現を取り入れている[6]。
水樹自身は、恋の炎が燃え盛るイメージと表現している[5]。なおタイトルは、夢幻と無限の掛詞となっている[5]。
2. 天空のカナリア [4:02]
作詞：Hibiki、作曲・編曲：加藤裕介
OVA『テイルズ オブ シンフォニア THE ANIMATION テセアラ編』オープニングテーマ
タイアップの『テイルズ オブ シンフォニア』と、水樹が同作品で演じているコレット・ブルーネルのイメージで書き下ろされた[7]。楽曲の制作を依頼するにあたり、水樹自身が作詞家や作曲家に対し、『テイルズ オブ シンフォニア』やコレットに対する熱い想いや、楽曲のイメージを伝えたという[8]。
タイトルは、前述のコレットが劇中で対峙する事となる過酷な運命とリンクするよう決められ、タイトルの中に登場する『カナリア』は、『歌を忘れたカナリヤ』からのインスピレーションを受けている[7]。ファンタジックな曲調に合わせ、ティンパニなど、これまで水樹の曲では使用していなかったような楽器を多用している[7]。
3. Dear Dream [4:04]
作詞・作曲：しほり 編曲：齋藤真也・IPEMOTO
TBSテレビ番組『カード学園』エンディングテーマ
収録される4曲中、収録が最も早く決定した楽曲[8]。ライブで観客と一緒に歌うことをイメージして歌われた[9]。
水樹曰く、直球ど真ん中な応援ソング[8]。水樹自身は「1・2曲目とがらりと世界を変えるため、底抜け明るい楽曲を選んだ」と語っている[8]。
4. STORIES [4:14]
作詞：神田怜鴎・斉田和典、作曲：サイトウヨシヒロ、編曲：古川貴浩
日本テレビ系列『第27回 杜の都 全日本大学女子駅伝』イメージソング
新規に書き下ろされた約60曲の候補曲の中から選ばれた[10][11]。
『杜の都 全日本大学女子駅伝』とのタイアップにあたり、同大会の過去3回の大会の記録映像を見て、走る女のイメージを作り上げたという[12]。『杜の都 全日本大学女子駅伝』とのタイアップは日本テレビからのオファーで実現されたものであり[10]、楽曲の選定作業には日本テレビのスタッフも関与している[11]。
水樹自身は、「スポーツの秋の爽やかな空気を感じられる、透明感のある曲」と表現しており[11]、「出場するランナーの背中を押せるようなイメージで歌った」と語っている[12]。

## 演奏参加
全曲
- 水樹奈々：ボーカル（コーラス）

「夢幻」
- ドラムス：そうる透
- ベース：須永和広
- ギター：是永巧一
- ストリングス：弦一徹ストリングス

「天空のカナリア」
- ギター：増崎孝司（DIMENSION）
- ストリングス：クラッシャー木村ストリングス
- その他全ての音源、プログラミング：加藤裕介

「Dear Dream」
- キーボード、プログラミング：齋藤真也
- ギター：海老澤祐也
- ベース：黒須克彦
- コーラス：しほり

「STORIES」
- 全ての音源、プログラミング：古川貴浩

## 収録作品
| 曲名                                   | 収録作品名                                   | 作品種類           | 発売日             | 備考                                                                       |
| -------------------------------------- | -------------------------------------------- | ------------------ | ------------------ | -------------------------------------------------------------------------- |
| 夢幻                                   | IMPACT EXCITER                               | オリジナルアルバム | 2010年7月7日       | 8thオリジナルアルバム                                                      |
| 夢幻                                   | THE MUSEUM II                                | ベストアルバム     | 2011年11月23日     | 2ndベストアルバム                                                          |
| 夢幻                                   | NANA CLIPS 5                                 | DVD                | 2010年10月27日     | 5thPV集                                                                    |
| 夢幻                                   | NANA MIZUKI LIVE GAMES×ACADEMY               | DVD                | 2010年12月22日     | 9thライブ・ビデオ                                                          |
| 夢幻                                   | NANA MIZUKI LIVE CASTLE×JOURNEY -QUEEN-      | DVD                | 2012年5月2日       | 11thライブ・ビデオ                                                         |
| 天空のカナリア                         | NANA MIZUKI LIVE GRACE -ORCHESTRA-           | DVD                | 2011年10月5日      | 10thライブ・ビデオ                                                         |
| 天空のカナリア                         | NANA MIZUKI LIVE GRACE -OPUS II-×UNION       | DVD                | 2013年5月1日       | 12thライブ・ビデオ                                                         |
| 天空のカナリア                         | NANA CLIPS 5                                 | DVD                | 2010年10月27日     | 5thPV集-テイルズ オブ フェスティバル 2010＠パシフィコ横浜国立大ホール より |
| Dear Dream                             | NANA MIZUKI LIVE GAMES×ACADEMY               | DVD                | 2010年12月22日     | 9thライブ・ビデオ                                                          |
| Dear Dream                             | NANA MIZUKI LIVE CIRCUS×CIRCUS+×WINTER FESTA | DVD                | 2014年5月28日      | 13thライブ・ビデオ                                                         |
| STORIES                                |                                              | DVD                |                    |                                                                            |
| NANA MIZUKI LIVE CASTLE×JOURNEY -KING- | 2012年5月2日                                 | DVD                | 11thライブ・ビデオ |                                                                            |